# Râul Radomil
«text»
Râul Radomil este un curs de apă, afluent al râului Fiezel. 